# Berente
Berente község Borsod-Abaúj-Zemplén vármegyében, a Kazincbarcikai járásban.

## Fekvése
Miskolctól 15 km-re észak-északnyugatra fekszik a Sajó völgyében, Kazincbarcika keleti szomszédságában.
A közvetlenül határos települések: észak felől Múcsony, kelet felől Dusnokpuszta (Sajószentpéter része), délkelet felől Sajószentpéter, dél felől Alacska, nyugat felől pedig Kazincbarcika.

### Megközelítése
Legfontosabb közúti megközelítési útvonala a 26-os főút, mely végighalad a központján; a 260-as főút ellenben északról elkerüli és tehermentesíti azt. A 26-os összeköti mindkét városi rangú szomszédjával, Sajószentpéterrel és Kazincbarcikával is, a többi szomszédjával viszont nincs közvetlen közúti összeköttetése.
A hazai vasútvonalak közül a Miskolc–Bánréve–Ózd-vasútvonal érinti, melynek egy megállója van itt; Berente megállóhely a központtól nem messze északra helyezkedik el, s a település nagy ipari létesítményeinek megfelelő kiszolgálása érdekében rendező pályaudvar is létesült hozzá kapcsolódóan.

## Története
A települést 1322-ben említik először. Eleinte a Bors, majd az Ákos nemzetség birtoka; tőlük Károly Róbert kobozta el.
A 19–20. századtól kezdve bányásztelepülés, majd 1921-ben megindult a vegyipar fejlődése is a térségben, mikor Kandó Kálmán megalapította az Imperial petrolkémiai alapon működő szénlepárlót.
A második világháborút követő iparosítás hatására a térség még inkább fejlődésnek indult. 1949-ben itt kezdték építeni a Borsodi Vegyi Kombinátot (BVK), 1951-től a Borsodi Hőerőművet. 1954-ben Berentét az ekkor várossá alakuló Kazincbarcikához csatolták. A privatizáció óta a BorsodChem Rt. működik a területén.
A település az 1950-es járásrendezésig Borsod vármegye Sajószentpéteri járásához tartozott.
A rendszerváltást követően az egykori falu területén élők egyre inkább úgy érezték, hiába áll részben itt a város bevételeinek nagy részét hozó BorsodChem Rt., Közép-Európa legnagyobb vegyipari üzeme, ők csak kis mértékben részesülnek a javakból. Hosszas viták és egy 1997-es népszavazás eredményeképpen 1999-ben Berente Kazincbarcikáról leválva az ország egyik leggazdagabb községévé alakult a nagyüzemtől származó bevételeknek köszönhetően.

## Közélete

### Polgármesterei
- 1999–2002: Kallus Lászlóné (független)[3]
- 2002–2003: Kallus Lászlóné (független)[4]
- 2003–2006: Juhász József (független)[5]
- 2006–2010: Juhász József (független)[6]
- 2010–2014: Juhász József (független)[7]
- 2014–2015: Juhász József (független)[8]
- 2015–2019: Roza László István (független)[9]
- 2019–2024: Nyeste József (független)[10]
- 2024– : Nyeste József (független)[1]

A frissen önállósult község első, időközi önkormányzati választását 1999. augusztus 1-jén tartották meg, négy polgármesterjelölt részvételével, akik közül a végső győztes egymaga is megszerezte a szavazatok több mint 50 százalékát.
A településen a 2002. október 20-án megtartott önkormányzati választás [úgy is, mint a községben lebonyolított első rendes helyhatósági választás] érdekessége volt, hogy országosan is rekordszámú, összesen 10 jelölt indult a polgármesteri posztért. Ilyen nagy számú jelöltre abban az évben az egész országban csak egyetlen másik településen szavazhattak a helyi lakosok: a Pest megyei Úriban; de ehhez hasonló jelölti létszám más választási években is legfeljebb egy-két településen fordult elő. (A győztes 25,63 %-os eredménnyel szerzett mandátumot.)
2003. július 27-én időközi polgármester-választást kellett tartani Berentén, mert az előző faluvezetőnek – még tisztázást igénylő okból – megszűnt a polgármesteri tisztsége. Kallusné ennek ellenére elindult a posztért, az ezúttal is aránylag nagy számú (6) jelölt között, de csupán a második helyet sikerült elérnie, a 2002-ben még csak harmadik helyre befutó Juhász József mögött.
2015. március 29-én ismét időközi polgármester-választásra kellett sort keríteni a faluban, mert Juhász József addigi polgármester január 5-i hatállyal lemondott tisztségéről. Ez a választás hasonló rekordot hozott, mint a 2002-es polgármester-választás: a falu első emberének címéért ezúttal is tízen szálltak versenybe; így a mandátumszerzéshez 22,03 %-os eredmény is elegendő volt.

## Nevezetességei
- Kastély. XVII. században épült, földszintes, klasszicista stílusú, 6 ablakos, középrizalitos építmény. é. sz. 48,232522°, k. h. 20,667367°48.232522°N 20.667367°E
- Kastélykert a kastély előtt (keletre).

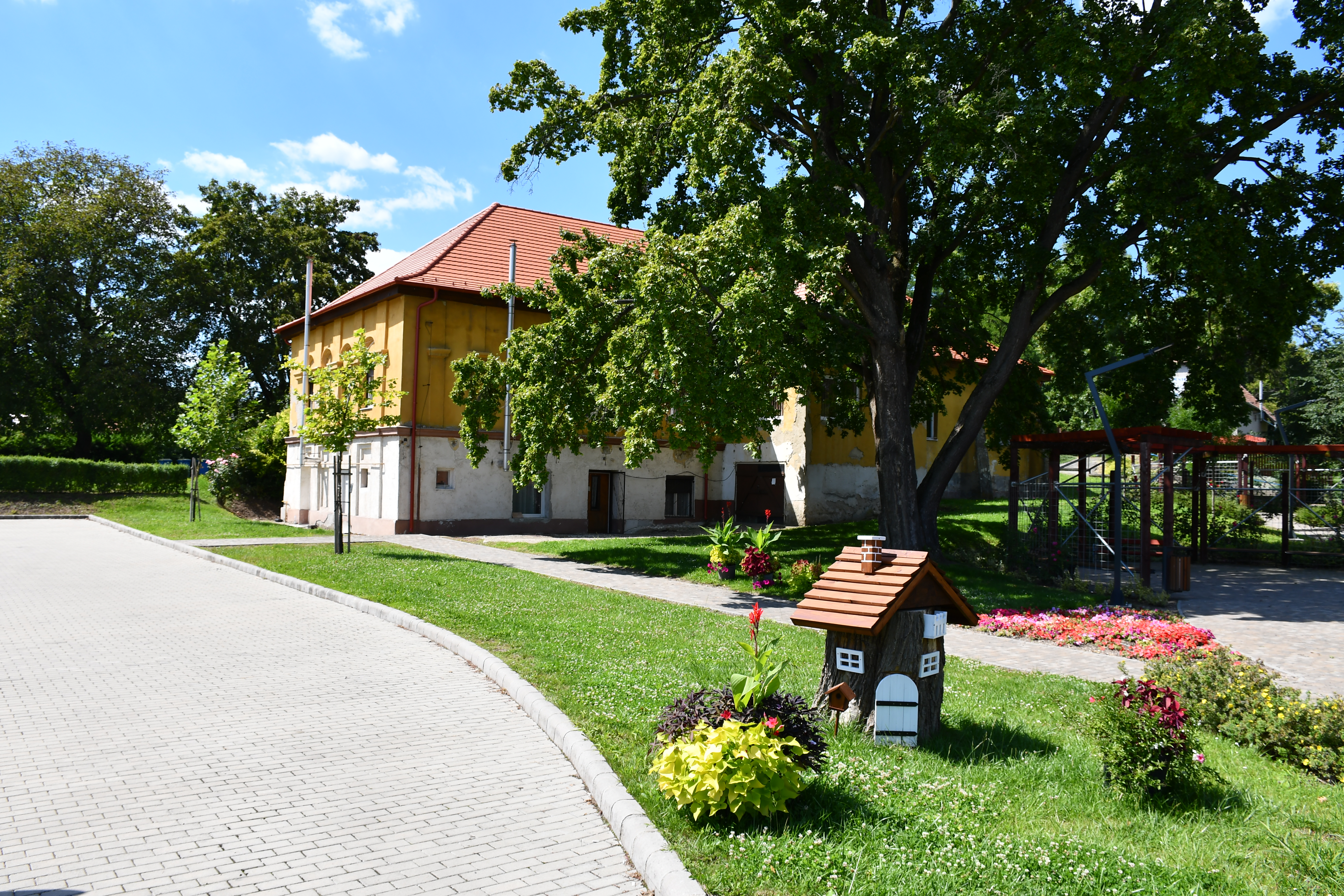
A Szepessy-kastély

## Népesség
A település népességének változása:
| Lakosok száma | 1177 | 1203 | 1211 | 1084 | 967  | 1048 | 1020 |
|               | 2013 | 2014 | 2015 | 2021 | 2022 | 2023 | 2024 |

A településen a 2001-es népszámláláskor a lakosság 97,2%-át vallotta magát magyar, 4,8%-a cigány nemzetiségűnek (lehetséges volt egyszerre több nemzetiséghez tartozás is).
A 2011-es népszámlálás során a lakosok 91,9%-a magyarnak, 0,2% bolgárnak, 8,5% cigánynak, 0,3% németnek, 0,2% szlováknak mondta magát (8,1% nem nyilatkozott; a kettős identitások miatt a végösszeg nagyobb lehet 100%-nál). A vallási megoszlás a következő volt: római katolikus 39,4%, református 19,8%, görögkatolikus 2,9%, felekezeten kívüli 20,7% (17% nem válaszolt).
2022-ben a lakosság 81,6%-a vallotta magát magyarnak, 5,1% cigánynak, 0,3% németnek, 0,1% görögnek, 1,7% egyéb, nem hazai nemzetiségűnek (18,3% nem nyilatkozott; a kettős identitások miatt a végösszeg nagyobb lehet 100%-nál). Vallásuk szerint 24,1% volt római katolikus, 15,6% református, 2,7% görög katolikus, 0,4% egyéb keresztény, 0,2% evangélikus, 0,1% ortodox, 15,1% felekezeten kívüli (41,5% nem válaszolt).

## Környező települések
Sajószentpéter, Alacska, a legközelebbi város: Kazincbarcika.